# Авдотьино (Ногинский район)
Авдотьино — деревня в Богородском городском округе Московской области России (ранее - Ногинском районе).

## Население
| 1852 | 1859 | 1926 | 2002  | 2006 | 2010 |
| ---- | ---- | ---- | ----- | ---- | ---- |
| 143  | ↗164 | ↗451 | ↗1167 | ↘825 | ↘820 |

## География
Деревня Авдотьино расположена на северо-востоке Московской области, в западной части Богородского городского округа, у границы с Щёлковским районом, примерно в 43 км к северо-востоку от центра города Москвы и 15 км к северо-западу от центра города Ногинска, по левому берегу реки Вори бассейна Клязьмы.
В 1,5 км к северо-западу от деревни проходит Щёлковское шоссе А103, в 11 км к югу — Горьковское шоссе М7, в 5 км к юго-западу — Монинское шоссе Р109, в 9 км к северо-востоку — Московское малое кольцо А107. Ближайшие населённые пункты — деревни Громково, Пашуково и Пятково.
В деревне восемь улиц — Лесная, Нижняя, Полевая, Речная, Советская, Фабричная, Цветочная и Центральная. Связана автобусным сообщением с одноимённой станцией Горьковского направления Московской железной дороги в районном центре и столичной станцией метро Щёлковская.

## История
В середине XIX века деревня относилась ко 2-му стану Богородского уезда Московской губернии и принадлежала действительному тайному советнику князю Василию Васильевичу Долгорукову, в деревне было 16 дворов, крестьян 68 душ мужского пола и 75 душ женского.
В «Списке населённых мест» 1862 года — владельческая деревня 2-го стана Богородского уезда Московской губернии по правую сторону Стромынского тракта (из Москвы в Киржач), в 17 верстах от уездного города и 11 верстах от становой квартиры, при реке Воре, с 21 двором и 164 жителями (80 мужчин, 84 женщины); в находящейся близ деревни Николаевской пу́стыни находилось четыре православных церкви, в Авдотьинской мызе — две фабрики.
По данным на 1890 год — деревня Ямкинской волости 3-го стана Богородского уезда, при деревне была шёлковая фабрика почётного гражданина И. И. Соловьёва, трудилось 206 рабочих.
В 1913 году — 63 двора.

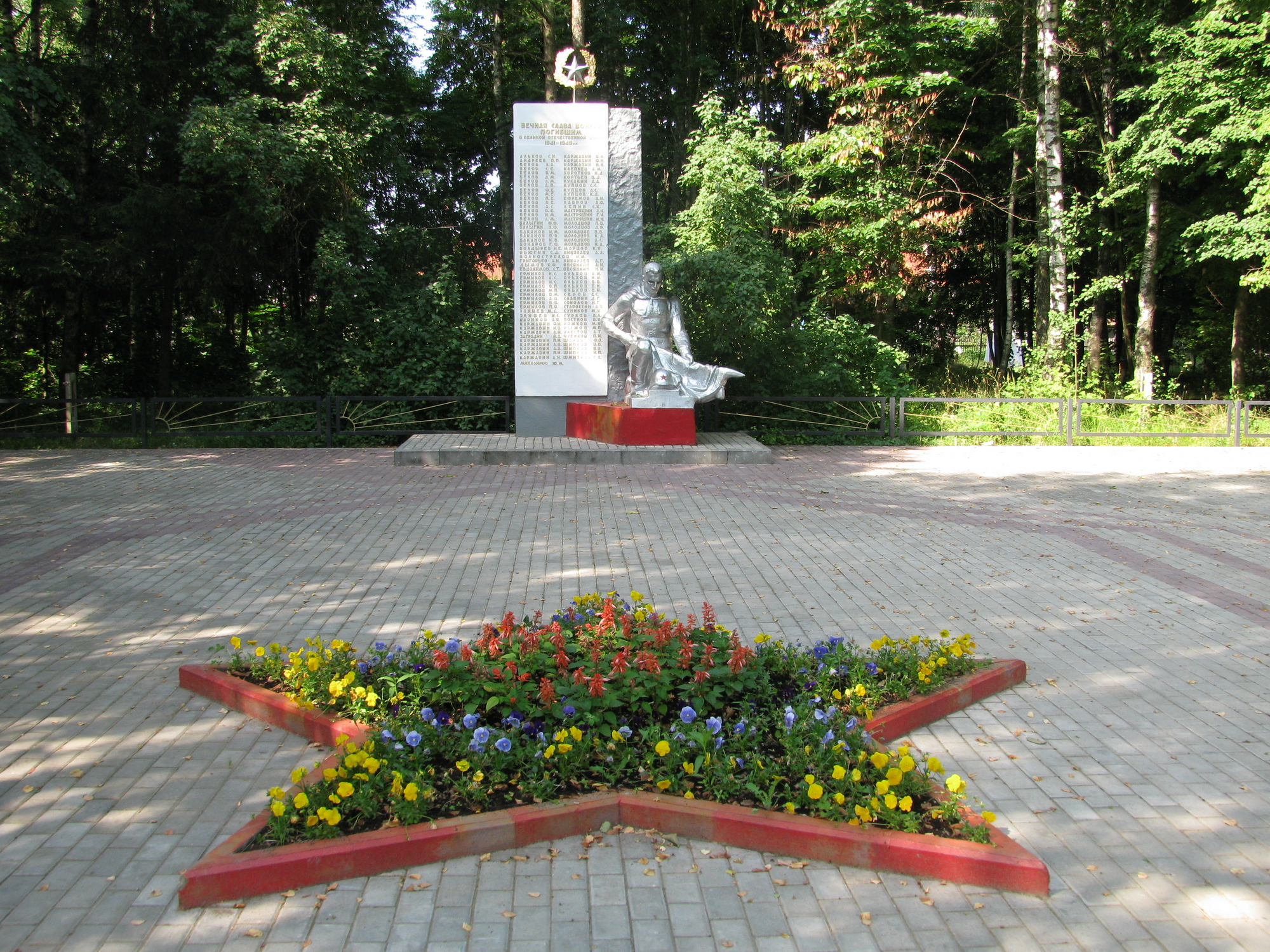
Мемориал советским воинам в Авдотьино

По материалам Всесоюзной переписи населения 1926 года — центр Авдотьинского сельсовета Пригородной волости Богородского уезда в 8,5 км от Стромынского шоссе и 14,9 км от станции Щёлково Северной железной дороги, проживал 451 житель (212 мужчин, 239 женщин), насчитывалось 88 хозяйств, из которых 34 крестьянских, имелись чайная и больница, трудилась бумаго-ткацкая артель.
С 1929 года — населённый пункт Московской области.
Административно-территориальная принадлежность
1929—1930 гг. — центр Авдотьинского сельсовета Богородского района.
1930—1954 гг. — центр Авдотьинского сельсовета Ногинского района.
1954—1959, 1962—1963, 1965—1994 гг. — деревня Пашуковского сельсовета Ногинского района.
1959—1962 гг. — деревня Балобановского сельсовета Ногинского района.
1963—1965 гг. — деревня Пашуковского сельсовета Орехово-Зуевского укрупнённого сельского района.
1994—2006 гг. — деревня Пашуковского сельского округа Ногинского района.
2006—2018 гг. — деревня сельского поселения Ямкинское Ногинского муниципального района.
С 2018 года — деревня Богородского городского округа Московской области.

## Достопримечательности

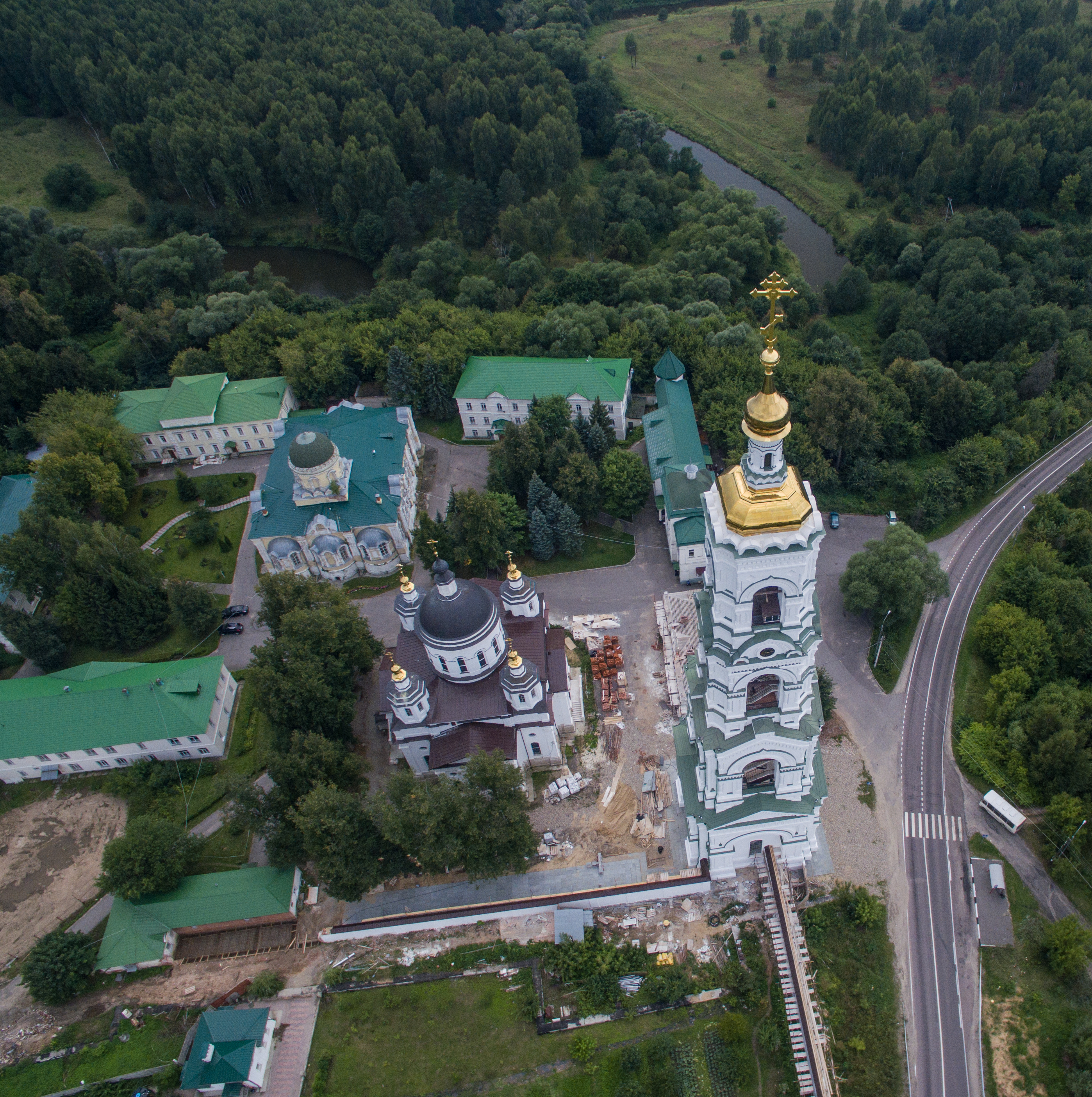
Николо-Берлюковская пустынь.

В деревне расположен Николо-Берлюковский монастырь.